# Temozón (község)
Temozón község Mexikó Yucatán államának keleti részén. 2010-ben lakossága kb. 15 000 fő volt, ebből mintegy 6500-an laktak a községközpontban, Temozónban, a többi 8500 lakos a község területén található 56 kisebb településen élt.

## Fekvése
Az állam keleti részén fekvő község teljes területe a tenger szintje felett körülbelül 15–30 méterrel elterülő síkság. Az éves csapadékmennyiség 1100 és 1500 mm körül van (északnyugatról délkeletre haladva növekszik), de a községnek vízfolyásai nincsenek. A község területének 84%-át vadon borítja, a többi rész nagyrészt rétekből, legelőkből áll.

## Népesség
A község lakóinak száma a közelmúltban igen gyorsan növekedett, a változásokat szemlélteti az alábbi táblázat:
| Év   | Lakosság |
| ---- | -------- |
| 1990 | 9849     |
| 1995 | 11 659   |
| 2000 | 12 274   |
| 2005 | 14 008   |
| 2010 | 14 801   |

## Települései
A községben 2010-ben 57 lakott helyet tartottak nyilván, de nagy részük igen kicsi: 42 településen 10-nél is kevesebben éltek. A jelentősebb helységek:
| Település               | Lakosság (2010) |
| ----------------------- | --------------- |
| Temozón (községközpont) | 6553            |
| Hunukú                  | 2971            |
| Nahbalam                | 2196            |
| Dzalbay                 | 552             |
| Yokdzonot Presentado    | 490             |
| Santa Rita              | 458             |
| Actuncoh                | 420             |
| X-Uch                   | 303             |
| Ekbalam                 | 300             |
| X'Tut                   | 269             |